# زرود ضيق الأوراق
الزرود ضيق الأوراق (باللاتينية: Phillyrea angustifolia) نوع نباتي يتبع جنس الزرود من الفصيلة الزيتونية.

## الموئل والانتشار
موطنه المغرب العربي وغرب حوض البحر الأبيض المتوسط.